# 学園 (武蔵村山市)
学園（がくえん）は、東京都武蔵村山市の地名。現行行政地名は学園一丁目から学園五丁目。郵便番号は208-0011。

## 地理
武蔵村山市東部に位置する。北は中央、神明、東は緑が丘、南は大南、西は榎と隣接している。1941年に設置された陸軍病院の跡地には国立病院機構村山医療センターなどの施設があり、町域内で大きな面積を占めている。

### 地価
住宅地の地価は、2015年（平成27年）1月1日の公示地価によれば、学園4丁目15番3の地点で13万1000円/m2となっている。

## 世帯数と人口
2018年（平成30年）1月1日現在の世帯数と人口は以下の通りである。
| 丁目       | 世帯数    | 人口    |
| ---------- | --------- | ------- |
| 学園一丁目 | 927世帯   | 2,307人 |
| 学園二丁目 | 492世帯   | 1,088人 |
| 学園三丁目 | 713世帯   | 1,570人 |
| 学園四丁目 | 642世帯   | 1,622人 |
| 学園五丁目 | 206世帯   | 477人   |
| 計         | 2,980世帯 | 7,064人 |

## 小・中学校の学区
市立小・中学校に通う場合、学区は以下の通りとなる
| 丁目       | 番地       | 小学校                 | 中学校                 |
| ---------- | ---------- | ---------------------- | ---------------------- |
| 学園一丁目 | 全域       | 武蔵村山市立第九小学校 | 武蔵村山市立第一中学校 |
| 学園二丁目 | 全域       | 武蔵村山市立雷塚小学校 | 武蔵村山市立第三中学校 |
| 学園三丁目 | 1〜71番地  | 武蔵村山市立雷塚小学校 | 武蔵村山市立第三中学校 |
| 学園三丁目 | その他     | 武蔵村山市立雷塚小学校 | 武蔵村山市立第四中学校 |
| 学園四丁目 | 11〜49番地 | 武蔵村山市立雷塚小学校 | 武蔵村山市立第四中学校 |
| 学園四丁目 | その他     | 武蔵村山市立雷塚小学校 | 武蔵村山市立第三中学校 |
| 学園五丁目 | 1〜27番地  | 武蔵村山市立第九小学校 | 武蔵村山市立第一中学校 |
| 学園五丁目 | その他     | 武蔵村山市立第九小学校 | 武蔵村山市立第四中学校 |

## 交通
道路
- 東京都道5号新宿青梅線（新青梅街道）
- 東京都道55号所沢武蔵村山立川線（旧日産通り）

## 施設
- 東京経済大学武蔵村山キャンパス
- 武蔵村山市立雷塚小学校
- 武蔵村山市立第九小学校
- つみき保育園
- 国立病院機構村山医療センター
- 国立感染症研究所村山庁舎
- 東京小児療育病院
- 武蔵村山郵便局
- 多摩信用金庫村山支店
- 武蔵村山市民総合センター
- 雷塚図書館
- 雷塚公園
- いなげやむさし村山店
- ウェルパークむさし村山店
- トレジャー・ファクトリー武蔵村山店
- はま寿司武蔵村山店
- 夢庵武蔵村山店
- とんでん武蔵村山店
- 松屋武蔵村山店
- 東京都水道局学園配水所